# زولتان بلوم
زولتان بلوم (بالمجرية: Blum Zoltán)‏ (و. 1892 – 1959 م) هو لاعب كرة قدم، ومدرب كرة القدم، من المجر، شارك في الألعاب الأولمبية الصيفية 1924، والألعاب الأولمبية الصيفية 1912، مركز لعبه هو لاعب وسط، توفي في بودابست، عن عمر يناهز 67 عاماً.

## روابط خارجية
- زولتان بلوم على موقع الاتحاد الدولي (مؤرشف)  (الإنجليزية)
- زولتان بلوم على موقع قاعدة بيانات كرة القدم.إي يو (الإنجليزية)
- زولتان بلوم على موقع ناشيونال فوتبول تيمز (الإنجليزية)
- زولتان بلوم على موقع عالم كرة القدم.نت (الإنجليزية)
- زولتان بلوم على موقع أوليمبيديا (الإنجليزية)